# Bajo Aragón
Okręg Bajo Aragón (hiszp. Bajo Aragón) – okręg (hiszp. comarca) Hiszpanii, w Aragonii, w prowincji Teruel.

## Podział administracyjny
W skład okręgu wchodzą:
- Aguaviva,
- Alcañiz,
- Alcorisa,
- Belmonte de San José,
- Berge,
- Calanda,
- La Cañada de Verich,
- Castelserás,
- La Cerollera,
- La Codoñera,
- Foz-Calanda,
- La Ginebrosa,
- Mas de las Matas,
- La Mata de los Olmos,
- Los Olmos,
- Las Parras de Castellote,
- Seno,
- Torrecilla de Alcañiz,
- Torrevelilla,
- Valdealgorfa.